# Milan Betetto
Milan Betetto, slovenski zdravnik dermatovenerolog, univerzitetni profesor, hokejist in publicist, * 22. januar 1922, Ljubljana, † 2007, Ljubljana.

## Življenje in delo
Medicino je študiral na ljubljanski Medicinski fakulteti in 1948 doktoriral. Strokovno se je izpopolnjeval v Münchnu in na Dunaju. Leta 1975 je bil izvoljen za rednega profesorja na ljubljanski medicinski fakulteti. V letih 1950−1955 je delal na Dermatološki kliniki v Ljubljani in vodil oddelek za rentgensko in fizikalno terapijo. Največ se je ukvarjal z zdravljenjem kožnih bolezni z rentgenskimi žarki. V soavtorstvu z  Janezom Fettichom je napisal priročnik Mala dermatovenerologija (COBISS)
Betetto je celotno hokejsko kariero igral za HK Ljubljana (leta 1947 se je klub imenoval Triglav, leta 1948 pa Enotnost). Kasneje je deloval tudi kot funkcionar kluba, ki se je leta 1962 preimenoval v Olimpiji. V letih 1968 jn 1969 je s pomočjo mesta Ljubljane in nekaterih podjetij vodil akcijo 1000 drsalk za pomoč Olimpijini hokejski šoli.  Leta 1990 je v samozaložbi izdal knjigo o zgodovini hokejskega kluba Olimpija Hokej na ledu. (COBISS).